# Харченко, Алексей Андреевич
Алексей Андреевич Харченко (укр. Олексій Андрійович Харченко; род. 11 сентября 1987, Чирчик, Узбекская ССР, СССР) — украинский военный и государственный деятель, председатель Луганской областной государственной администрации с 17 апреля 2025 года. Руководитель военно-гражданской администрации Северодонецка (30 сентября 2024 — 17 апреля 2025).

## Биография
Алексей Андреевич Харченко родился 11 сентября 1987 года в г. Чирчик Узбекской ССР.
Имеет три высших образования и научную степень доктора философии.
Его общий трудовой стаж составляет 15 лет 19 месяцев, из которых почти 13 лет — на должностях государственной службы. В частности 7 лет отдал государственной пограничной службы Украины.
С 2021 по 2023 год работал в Государственной инспекции архитектуры и градостроительства Украины. Сначала — на должности главного специалиста, а затем возглавил Департамент государственного архитектурно-строительного контроля.
Распоряжением главы государства № 102/2024-рп Алексей Харченко назначен начальником Северодонецкой городской военной администрации Северодонецкого района Луганской области.
С 17 апреля 2025 года — председатель Луганской областной государственной администрации.